# Polyether
Polyethers zijn polymeren waarin meerdere ethergroepen voorkomen. Zo kan bijvoorbeeld polyethyleenoxide gevormd worden uit een alcohol en het epoxide etheenoxide (oxiraan):
{\displaystyle \mathrm {R{-}OH\ +\ n\ (CH_{2})_{2}O\ \longrightarrow \ R{-}(O{-}CH_{2}{-}CH_{2}{-})_{n}{-}OH} }
Bij gebruik van een meervoudige alcohol ontstaan polyolen, die o.a. toegepast worden als component van polyurethaan
In alledaags taalgebruik wordt met polyether een zacht schuim bedoeld, dat een vervanger is voor schuimrubber een veelgebruikte vulling voor matrassen.